# فلاديمير فيلدمان
فلاديمير فيلدمان (بالإنجليزية: Vladimir Feldman)‏ هو لاعب شطرنج أسترالي، ولد في 13 سبتمبر 1959 في جيتومير في أوكرانيا.

## وصلات خارجية
- فلاديمير فيلدمان على موقع الاتحاد الدولي للشطرنج (الإنجليزية)
- فلاديمير فيلدمان على موقع مباريات الشطرنج (الإنجليزية)
- فلاديمير فيلدمان على موقع 365Chess.com (الإنجليزية)
- فلاديمير فيلدمان على موقع Chesstempo.com (الإنجليزية)